# Goswin van der Weyden
Goossen ou Goswin van der Weyden (1455–1543), foi um pintor flamengo da Renascença activo em Antuérpia.

## Biografia
Goswin van der Weyden nasceu em Bruxelas sendo neto do também pintor e de maior nomeada Rogier van der Weyden. As suas obras estão em várias igrejas e museus perto de onde ele viveu, mas existem outras obras por museus de outros países. De 1503 a 1530 fez parte da Guilda de São Lucas em Antuérpia, cidade onde morreu.

## Obras
- Tríptico da Apresentação do Menino no Templo (1501-1525), no Museu Nacional de Arte Antiga de Lisboa
- A Dádiva de Kalmthout, (1511), na Gemäldegalerie de Berlim

## Nota
- Este artigo foi inicialmente traduzido, total ou parcialmente, do artigo da Wikipédia em inglês cujo título é «Goswin van der Weyden».